# Minervatemplet

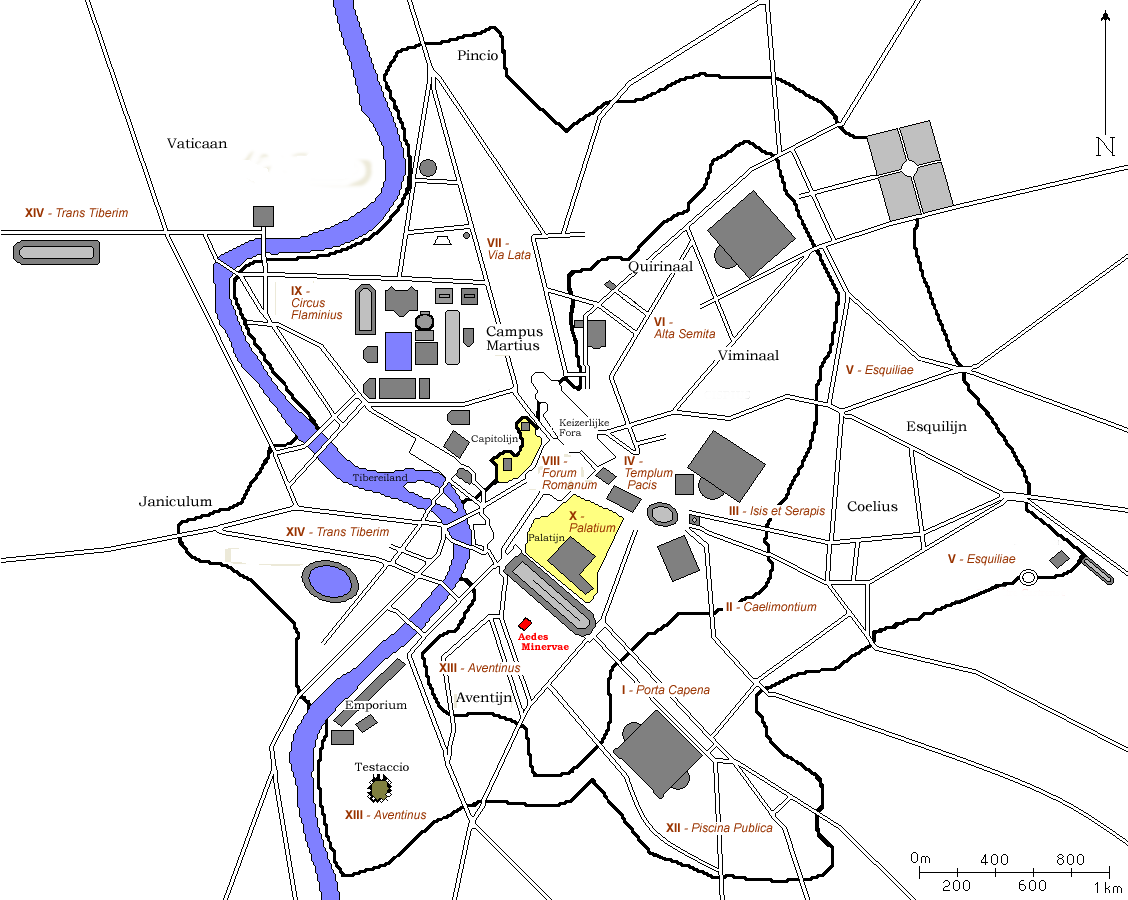
Minervatemplet markerat i rött.

Minervatemplet var en helgedom på Aventinen i det antika Rom, tillägnad gudinnan Minerva.
Det är inte känt när och av vem templet grundades, men det nämns under 300-talet f.Kr. Det var på 300-talet f.Kr. och framåt ett centrum för Roms hantverkargillen, särskilt för skådespelarnas och författarnas skrån. Gaius Gracchus och hans anhängare försökte år 123 f.Kr. förgäves söka asyl i helgedomen under sin flykt från Rom. Templet reparerades av kejsar Augustus och fanns fortfarande kvar på 300-talet. Templet torde ha stängts senast under förföljelserna mot hedningarna på 300-talet.